# Der Amsterdam-Krimi
Der Amsterdam-Krimi ist eine Kriminalfilmreihe der ARD mit Hannes Jaenicke und Fedja van Huêt in den Hauptrollen, die seit 2018 ausgestrahlt wird. Hauptschauplatz ist die historische Kulisse von Amsterdam.

## Handlung
Der eigenwillige LKA-Ermittler Alex Pollack ist fest entschlossen, seinem alten Erzfeind Tom Fischer das Handwerk zu legen. Dazu begibt er sich in einen gefährlichen Undercover-Einsatz nach Amsterdam. An seiner Seite hat er Kollegin Katja Wolf, mit der er liiert ist, und den niederländischen Kommissar Bram de Groot.

## Hintergründe
Zunächst waren nur zwei Teile angedacht. Die Quoten und die Kritiken ermöglichten eine Fortsetzung.
Hauptdarsteller Jaenicke erklärt das Erfolgskonzept der Reihe so: „Wir klären nicht, wie gewohnt, nach anfänglichem Leichenfund die dazugehörigen Morde auf, sondern erzählen komplexe, moderne Themen im Thriller-Genre.“

## Episodenliste
| Nr. | Originaltitel              | Erstausstrahlung | Regie           | Drehbuch                                        | Zuschauer             |
| --- | -------------------------- | ---------------- | --------------- | ----------------------------------------------- | --------------------- |
| 1   | Tod in der Prinzengracht   | 22. Nov. 2018    | Michael Kreindl | Peter Koller                                    | 4,84 Mio. (15,3 % MA) |
| 2   | Auferstanden von den Toten | 29. Nov. 2018    | Peter Ladkani   | Peter Koller                                    | 4,10 Mio. (13,3 % MA) |
| 3   | Tod im Hafenbecken         | 4. Juni 2020     | Peter Stauch    | Peter Koller                                    | 5,95 Mio. (19,3 % MA) |
| 4   | Das verschwundene Kind     | 11. Juni 2020    | Peter Stauch    | Peter Koller                                    | 6,27 Mio. (21,0 % MA) |
| 5   | Das Mädchen ohne Namen     | 17. März 2022    | İsmail Şahin    | Peter Koller                                    | 5,43 Mio. (18,5 % MA) |
| 6   | Der Tote aus dem Eis       | 24. März 2022    | İsmail Şahin    | Peter Koller                                    | 5,96 Mio. (20,8 % MA) |
| 7   | Der Dreck der Anderen      | 18. Apr. 2024    | Almut Getto     | Britta Stöckle                                  | 4,87 Mio. (19,0 % MA) |
| 8   | Blutige Diamanten          | 25. Apr. 2024    | Almut Getto     | Thomas Kirchner                                 | 5,30 Mio. (21,1 % MA) |
| 9   | Der falsche Tote           | 8. Mai 2025      | Sebastian Ko    | Stefan Holtz                                    | 5,02 Mio. (21,9 % MA) |
| 10  | Die letzte Zeugin          | 15. Mai 2025     | Sebastian Ko    | Christoph Wortberg, Sebastian Ko, Julia Neumann | 5,14 Mio. (23,4 % MA) |

## Rezeption
„Neben den ausnahmslos ausgezeichneten darstellerischen Leistungen – das gilt ausdrücklich auch für die Niederländer – macht gerade die Bildgestaltung den ‚Amsterdam-Krimi‘ zu einem besonderen Film. […] [Die Kameraleute] lassen die Bilder sehr aufwändig wirken, und das bezieht sich nicht nur, aber auch auf die Ereignisse vor seiner Kamera.“ Aber auch „die atmosphärischen Zwischenschnitte betonen Amsterdams Status als Metropole.“

„Und doch zeigt diese hektikfreie Doppelfolge, wie man mit konzentriertem Einsatz der Bordmittel und kleinen Abweichungen von handelsüblichen Plots eine hochspannende Filmerzählung ohne all die enervierenden Mätzchen, Witzchen und Romanzen erreichen kann. Möge dieses unprätentiöse Team weiter gegen Windmühlen kämpfen.“

„Mit seinen „Amsterdam-Krimis“ drei und vier beweist [Autor] Peter Koller erneut seine Klasse. Dank vieler trickreicher Wendungen sorgt der Autor nicht nur immer wieder für Überraschungen, sondern auch für ständig neue Spannungsbögen. […] Am Ende verblüfft er noch mit einem Ass, das er im Verlauf der Handlung ganz beiläufig in den Ärmel gesteckt hat. […] Gründlich misslungen ist dagegen wie in vielen deutschen Auslandsproduktionen nicht nur der ARD-Tochter Degeto die akustische Ebene. Einige der holländischen Schauspieler sprechen sehr gut Deutsch mit hörbarem Akzent. Viele andere sind dagegen synchronisiert worden; […] Kein Wunder, dass die Krimis durch einen sprachlichen Mischmasch irritieren, der sensible Ohren auf eine große Probe stellt.“